# Vallsjärv
Vallsjärv är en by i Överkalix kommun och socken. Byn ligger cirka fem kilometer väster om byn och laxfiskeorten Jockfall, som ligger vid Kalix älv. Vid Vallsjärv ligger en sjö vid namn Valsjärv eller Valsjärvssjön. Sjön är cirka åtta kilometer lång och en och en halv kilometer bred. I Vallsjärv talas överkalixmålet.

## Historik om byn
Byn grundades 1773 när nybyggaren Per Persson från Strömsund (f 1744) börjar odla upp ett nybygge i Vallsjärv. Per var gift med Märta Persdotter från Svartbyn (f.1746). Första gången som sjöns och byns namn dyker upp i officiella handlingar är år 1553 när Gustav Vasa upprättar en förteckning över tillgångar som de svenska bönderna måste betala skatt för. Originalnamnet är det finska Vaalajärvi som betyder ungefär sjön i det djupa stället (finska vaalo=djupt ställe och järvi=sjö). Fram till 1960-talet fanns i byn en grundskola, lanthandel och telefonväxel. Den huvudsakliga försörjningen har varit jakt, fiske, jordbruk och skogsbruk.         

## Fiske
I anslutning till Vallsjärv ligger Valsjärvssjön. I sjön bedrivs sportfiske efter gädda, abborre, sik och lake. Vallsjärvs byaförening säljer fiskekort.

## Badplatsen Lillsandudden
På östra sidan om Valsjärvssjön ligger badplatsen Lillsandudden. Badplatsen består av en sandstrand och långgrunt badvatten. Lillsandudden är ett populärt besöksmål för barnfamiljer. Under vintertid är det vanligt att människor besöker platsen för korvgrillning.     

## Vallsjärvs byaförening
Vallsjärvs byaförening grundades 2009 och verkar för byns intresse, gemenskap och fiskevård. 2009 anordnades den första hemvändardagen i Vallsjärv, med över 200 hemvändare.